# Yerres
Yerres je jugovzhodno predmestje Pariza in občina v osrednjem francoskem departmaju Essonne regije Île-de-France. Leta 1999 je naselje imelo 27.455 prebivalcev.

## Geografija
Naselje leži v osrednji Franciji ob istoimenski reki in njenem pritoku Réveillon, 13 km severovzhodno od Évryja in 18 km od središča Pariza.

## Administracija
Yerres je sedež istoimenskega kantona, v katerega je poleg njegove vključena še občina Crosne s 35.609 prebivalci. Kanton je del okrožja Évry.

## Zanimivosti
- cerkev Saint-Honest iz 13. stoletja;

## Pobratena mesta
- Mendig (Nemčija);